# Toru Kamikawa
Toru Kamikawa est un ancien arbitre de football né le 8 juin 1963 à Kagoshima, préfecture de Kagoshima. 

## Carrière de joueur
Avant d'être arbitre il fut footballeur, évoluant au poste d'attaquant. Il joua au Kagoshima National College of Technology puis à l'Université Tōkai. Il représenta l'équipe nationale du Japon dans les catégories de jeunes. Après l'obtention de son diplôme il joua en Japan Soccer League (la première division de 1965 à 1992), au Fujita S.C. Il mit un terme à sa carrière de joueur en 1991. 

## Carrière d'arbitre
Il fait ses premiers pas d'arbitre professionnel en 1996 au sein de la J. League, le championnat du Japon de football. Il devient arbitre international en 1998 (match entre Hong Kong et Oman) et est sélectionné pour arbitré lors des coupes du monde de football en 2002 et 2006. En 2002 il arbitra le match du premier tour entre l'Irlande et le Cameroun. En 2006 il arbitra trois matchs. Pologne-Équateur et Angleterre-Trinité-et-Tobago lors du premier tour et la petite finale entre l'Allemagne et le Portugal. 
Il a également arbitré lors de la Coupe d'Asie des nations de football 2000, la Coupe d'Asie des nations de football 2004, la Coupe du monde de football des moins de 20 ans 2001, la Coupe du monde des clubs 2005. 
Le 20 août 2006 il devint le premier arbitre japonais à officier dans le championnat de Russie de football à l'occasion du match FK Luch-Energiya Vladivostok-FK Spartak Moscou,.  
Il mit un terme à sa carrière d'arbitre international en octobre 2006 et arrêta définitivement en 2007.  

## Récompenses
- Élu arbitre de l'année 2002 par la Confédération asiatique de football.
- Élu arbitre de la J. League en 2003 et 2006.